# Гебхард
Гебхард (на немски: Gebhard; * 888; † 22 юни 910, паднал убит при Аугсбург) от фамилята на Конрадините, е херцог на Херцогство Лотарингия от 903 до смъртта си.

## Биография
Той е син на Удо, граф в Лангау (830 – 879). Брат е на по-големия Конрад Стари († 906, херцог на Франкония). По-малият му брат Рудолф I († 908) е епископ на Вюрцбург (892 – 908). Правнук е по баща на Одо Орлеански († 834, граф на Орлеан 828 – 834). Близък роднинае на Ода (съпруга на император Арнулф Каринтийски) и на Лудвиг Детето.
От 897 до 906 Гебхард е граф в Рейнгау и ок. 903 г. във Ветерау. Той е убит през юни 910 г. в боевете против унгарците близо до Аугсбург. След него херцог става Регинхар I (910 – 915).

## Фамилия
Гебхард има с жена си Ида двама сина:
- Удо († 949), 914 граф на Ветерау, 917 и 948 граф в Райнгау, 918 граф в Лангау, ∞ Кунéгонда от Вермандоа, дъщеря на граф Хериберт I (Каролинги)
- Херман I († 948), 926 херцог на Швабия, ∞ 926 Регилинда († 958), вдовица на херцог Бурхард II от Швабия, дъщеря на граф Еберхард II в Цюрихгау.